# Балабаны (деревня)
Балабаны — деревня в Слободском районе Кировской области в составе Шиховского сельского поселения.

## География
Находится на расстоянии примерно 8 км на восток от Нового моста через Вятку в городе Киров. 

## История
Известна с 1671 года как пустошь Гридинская с 1 двором, в 1764 году здесь уже проживал 41 человек. В 1873 году в деревне Гридинской (Болобаны или Селяны) было учтено дворов 12 и жителей 89, в 1905 9 и 53, в 1926 20 и 107, в 1950 23 и 86. В 1989 оставалось 14 жителей. Настоящее название утвердилось с 1939 года. 

## Население
Постоянное население  составляло 3 человека (русские 100%) в 2002 году, 3 в 2010.